# Muerte de Alton Sterling
La muerte de Alton Sterling tuvo lugar el 5 de julio de 2016 cuando Sterling, un hombre afroamericano de 37 años de edad, recibió disparos en varias ocasiones después de haber sido llevado al suelo por dos agentes del Departamento de Policía de Baton Rouge en Baton Rouge, Luisiana. La policía estaba respondiendo a un informe de que un hombre vestido de rojo y vendiendo CD estaba utilizando una pistola para amenazar a alguien fuera de una tienda de conveniencia. El tiroteo fue grabado por varios transeúntes. Los videos muestran la confrontación y el tiroteo a quemarropa.
El tiroteo provocó protestas en Baton Rouge y la solicitud de una investigación de derechos civiles por el Departamento de Justicia de los Estados Unidos.

## Antecedentes

### Víctima
Sterling (14 de junio de 1979-5 de julio de 2016) era conocido localmente en Baton Rouge como «CD Man» («el hombre del CD»). Tenía antecedentes penales que incluían delitos violentos y una convicción en 2009 para llevar un arma de fuego mientras estaba en posesión de una sustancia controlada. Una declaración jurada de causa probable de 2009 dice que se resistió activamente a la detención y una «pistola semiautomática negra» cayó de su cintura mientras el agente que lo detuvo luchó contra él en el suelo. El oficial fue finalmente capaz de detenerlo. Había estado viviendo en un refugio durante varios meses antes de su muerte. Al momento de su muerte, Sterling tenía 37 años de edad y cinco hijos.
El dueño de la tienda donde ocurrió el tiroteo, Abdullah Muflahi, dijo que Sterling había comenzado a llevar un arma de fuego de unos pocos días antes del incidente, ya que otros vendedores de CD habían sido robados recientemente. Muflahi también dijo que Sterling «no era el que causaba problemas» durante la situación que llevó a la policía a ser llamada.

### Policías
Los agentes de policía implicados en el tiroteo fueron Howie Lake II y Blane Salamoni. Lake tenía tres años de experiencia de aplicación de la ley, que incluyó un tiroteo anterior de un hombre afroamericano, por lo que fue puesto en licencia por mandato del departamento; Salamoni tenía cuatro años de experiencia. Salamoni y Lake ya habían sido previamente investigados por el uso de fuerza excesiva.

## Incidente
A las 12:35 a. m., en 2112 North Foster Drive, en el estacionamiento de Triple S Food Mart, Sterling fue detenido por agentes del Departamento de Policía de Baton Rouge después de que una llamada anónima informó que un hombre que se creía era Sterling le amenazaba y estaba agitando o blandiendo un arma de fuego mientras vendía CD. Sterling recibió descargas de arma de electrochoque por parte de los oficiales, y luego el oficial agarró a Sterling, que era de complexión pesada, y lo tiró al capó de un sedán plateado y luego al suelo. Sterling fue fijado al suelo por ambos oficiales, con uno arrodillándose sobre su pecho y el otro sobre su muslo, ambos intentando controlar sus brazos.
Un oficial exclamó: «He's got a gun! Gun!» («¡Tiene una arma! ¡Arma!»). Uno de los agentes le gritó, «If you move, I swear to God!...» («Si te mueves, te juro por Dios!...») Entonces, el oficial Salamoni se escucha en el video diciendo: «Lake, he's going for the gun!» («¡Lake, él va por el arma!»). Uno de los agentes apuntó su arma al cuerpo de Sterling, a continuación, se escuchan tres disparos, y luego la cámara se aleja; justo antes de la cámara vuelva a enfocar, se escuchan tres disparos más. El agente de policía que se sienta en el pecho de Sterling está fuera de la imagen, y el oficial que sacó la pistola está aproximadamente a un metro de distancia con su arma apuntando en Sterling, quien tiene una clara herida de bala en el pecho. De acuerdo con el testigo Abdullah Muflahi, a continuación, los oficiales recuperaron un arma de fuego del bolsillo de Sterling. Los oficiales entonces llamaron por radio a los servicios médicos de emergencia.
Según el forense de East Baton Rouge William Clark, una autopsia preliminar el 5 de julio indicó que Sterling había muerto debido a múltiples heridas de bala en el pecho y la espalda.
Los teléfonos celulares de múltiples espectadores capturaron videos del tiroteo, además de las cámaras de vigilancia de la tienda y cámaras de cuerpo de los oficiales. Uno de los videos de espectadores fue filmado por un grupo llamado «Stop the Killing», que escucha la radio de la policía y filma crímenes en curso como así como las interacciones de la policía en un esfuerzo por reducir la violencia en la comunidad. Un segundo video fue puesto a disposición el día después de los disparos por el dueño de la tienda y testigo Abdullah Muflahi. En una declaración a la cadena NBC News, Muflahi dijo que Sterling nunca sostuvo una pistola o amenazó a los agentes.

## Consecuencias y reacciones
En la noche del 5 de julio, más de 100 manifestantes en Baton Rouge gritaron «no hay justicia, no hay paz», lanzaron fuegos artificiales, y bloquearon una intersección para protestar por la muerte de Sterling. Flores y mensajes fueron dejados en el lugar de su muerte. La policía dispersó a una multitud de unas 200 personas, pero los organizadores anunciaron que iban a reagruparse en la puerta del Ayuntamiento.
El 6 de julio, Black Lives Matter llevó a cabo una vigilia con velas en Baton Rouge, con cantos de «Amamos a Baton Rouge» y peticiones de justicia.
En declaraciones poco después de las muertes de Sterling y Philando Castile, el presidente de los Estados Unidos Barack Obama no hizo comentarios específicos sobre los incidentes, pero pidió a los Estados Unidos a «ser mejor». También dijo que «los estadounidenses deberían sentirse indignados por episodios de brutalidad policial ya que están enraizados en la discordia racial de larga data».
El 7 de julio, una protesta se realizó en Dallas, Texas, en relación con este tiroteo y el de Castile el 6 de julio. Al final de la protesta pacífica, Micah Xavier Johnson abrió fuego en una emboscada, matando a cinco policías e hiriendo a otros siete y dos civiles. El hombre armado fue muerto por una bomba entregada mediante un robot.
Después de los tiroteos contra Sterling, Castile y los agentes de policía de Dallas, el gobierno de Bahamas emitió una advertencia de viaje diciendo a los ciudadanos a tener cuidado cuando se viaja a los Estados Unidos debido a las tensiones raciales. La advertencia recomienda específicamente que los jóvenes utilicen «extrema precaución» al interactuar con la policía y a actuar en una manera de no confrontación y de cooperación. La advertencia fue seguida por similares advertencias en los Emiratos Árabes Unidos y Baréin en días posteriores.
El 8 de julio, la Oficina del Alto Comisionado de las Naciones Unidas para los Derechos Humanos (OACNUDH) emitió un comunicado condenando enérgicamente los homicidios de Sterling y Castile. El experto en derechos humanos Ricardo A. Sunga III, presidente del Grupo de Trabajo de Expertos de las Naciones Unidas sobre Personas de Ascendencia Africana, afirmó que las muertes demuestran «un alto nivel de racismo estructural e institucional» en los Estados Unidos, y agregó que «los Estados Unidos están lejos de reconocer los mismos derechos para todos sus ciudadanos. Las medidas existentes para combatir los delitos racistas motivados por prejuicios son insuficientes y no han logrado detener la matanza».
El 9 de julio, una protesta en Baton Rouge se tornó violenta, con un agente de policía sufriendo varios dientes noqueados y ocho armas de fuego (incluyendo tres fusiles, tres escopetas y dos pistolas) siendo confiscadas de los miembros del Nuevo Partido Pantera Negra. La policía arrestó a 102 personas, entre ellas DeRay Mckesson, un destacado activista en el movimiento Black Lives Matter. El 10 de julio, entre 30 y 40 personas fueron detenidas.
El profesor Peniel E. Joseph, director fundador del Centro para el Estudio de la Raza y la Democracia en la Universidad de Tufts, escribió en su editorial que «las muertes de Alton Sterling y Philando Castile evocan el pasado espectáculo del linchamiento», y que para que ocurra el cambio, los estadounidenses deben hacer frente al dolor de la historia negra.

## Investigación
El representante de Luisiana Cedric Richmond dijo que el material del tiroteo de Sterling es «muy preocupante» y pidió una investigación del Departamento de Justicia de los Estados Unidos en la muerte del hombre. El gobernador John Bel Edwards anunció el 6 de julio que el Departamento de Justicia pondría en marcha una investigación. Una investigación de derechos civiles fue inaugurada por el Departamento de Justicia el 7 de julio.
Según un artículo del periódico Washington Post del 2 de mayo de 2017, el Departamento de Justicia ha decidido no presentar cargos en contra de los oficiales envueltos en la muerte de Alton Sterling.